# Galepsus capensis
Galepsus capensis es una especie de mantis de la familia Tarachodidae.

## Distribución geográfica
Se encuentra en la Provincia del Cabo (Sudáfrica).